# 13 مارس
- السبت
- الأحد
- الاثنين
- الثلاثاء
- الأربعاء
- الخميس
- الجمعة

- 11 رمضان 1446  هـ
- 22 رمضان 1446  هـ
- 33 رمضان 1446  هـ
- 44 رمضان 1446  هـ
- 55 رمضان 1446  هـ
- 66 رمضان 1446  هـ
- 77 رمضان 1446  هـ
- 88 رمضان 1446  هـ
- 99 رمضان 1446  هـ
- 1010 رمضان 1446  هـ
- 1111 رمضان 1446  هـ
- 1212 رمضان 1446  هـ
- 1313 رمضان 1446  هـ
- 1414 رمضان 1446  هـ
- 1515 رمضان 1446  هـ
- 1616 رمضان 1446  هـ
- 1717 رمضان 1446  هـ
- 1818 رمضان 1446  هـ
- 1919 رمضان 1446  هـ
- 2020 رمضان 1446  هـ
- 2121 رمضان 1446  هـ
- 2222 رمضان 1446  هـ
- 2323 رمضان 1446  هـ
- 2424 رمضان 1446  هـ
- 2525 رمضان 1446  هـ
- 2626 رمضان 1446  هـ
- 2727 رمضان 1446  هـ
- 2828 رمضان 1446  هـ
- 2929 رمضان 1446  هـ
- 301 شوال 1446  هـ
- 312 شوال 1446  هـ
- 13 شوال 1446  هـ
- 24 شوال 1446  هـ
- 35 شوال 1446  هـ
- 46 شوال 1446  هـ

13 مارس أو 13 آذار أو يوم 13 \ 3 (اليوم الثالث عشر من الشهر الثالث) هو اليوم الثاني والسبعون (72) من السنة البسيطة، أو اليوم الثالث والسبعون (73) من السنوات الكبيسة وفقًا للتقويم الميلادي الغربي (الغريغوري). يبقى بعده 293 يوما لانتهاء السنة.

## أحداث
- 624 - وقوع غزوة بدر الكبرى والتي تعتبر أول معركة في الإسلام.
- 1462 - طباعة الإنجيل لأول مرة.
- 1781 - ويليام هيرشل يكتشف كوكب أورانوس ليكون الكوكب السابع في النظام الشمسي.
- 1852 - أصبح يرمز للولايات المتحدة بالعم سام.
- 1885 - كولومبيا البريطانية تتبنى قانون يمنع الصينيين من الاستقرار بها.
- 1930 - اكتشاف كوكب بلوتو.
- 1938 - ألمانيا النازية تضم النمسا إلى أراضيها وذلك بعد يوم من احتلالها.
- 1948 - سويتشيرو هوندا يؤسس شركة هوندا موتورز.
- 1986 - المحطة الفضائية مير تستقبل أول زائريها، وهما رائدا فضاء سوفياتيين.
- 2001 - محكمة كويتية تخفض حكم الإعدام الصادر بحق علاء حسين المتهم برئاسة ما عرف باسم حكومة الكويت المؤقتة التي شكلتها حكومة صدام حسين أثناء فترة الغزو العراقي للكويت إلى الحبس المؤبد وذلك لأسباب إنسانية.
- 2006 - مسؤولون إسرائيليون يفتتحون غرفة جديدة للصلاة اليهودية في ساحة المبكى بحضور رئيس الدولة موشيه كتساف ورئيس بلدية القدس الإسرائيلي أوري لويوليانسكي والحاخامين الرئيسين في إسرائيل.
- 2011 - السلطان قابوس بن سعيد سلطان عُمان يصدر قرارًا يقضي بمنح صلاحيات تشريعية ورقابية لمجلس عُمان المؤلف من مجلس الشورى المنتخب ومجلس الدولة المعين، ويأمر بتشكيل لجنة فنية من المختصين لوضع مشروع تعديل للنظام الأساسي للدولة بما يحقق منح الصلاحيات للبرلمان.
- 2013 - اختيار فرنسيس الأول بابا جديد للفاتيكان خلفا للبابا المستقيل بندكت السادس عشر
- 2015 - إدانة رئيس جُزر المالديڤ السابق مُحمَّد نشيد بتُهمٍ إرهابيَّة مُتعددة والحُكم عليه بالسجن 13 سنة.
- 2016 -
  - مقتل 34 شخصًا على الأقل وجرح 125 آخرين في تفجير سيارة مفخخة وسط العاصة التركية أنقرة.
  - هجوم مسلح على شاطئ منتجع غراند بسام في ساحل العاج يسفر عن مقتل 16 شخصاً.
- 2018 - الرئيس الأمريكي دونالد ترامب يقيل وزير الخارجية ريكس تيلرسون ويعين مايك بومبيو خلفًا له.
- 2020 - منظمة الصحة العالمية تُعلن رفع تصنيف انتشار فيروس كورونا 2019 من تفشي إلى جائحة، وعدد من الدول تعلن الحجر الشامل.

## مواليد
- 1720 - شارل بونيه، عالم بيولوجيا وفيلسوف سويسري.
- 1741 - جوزيف الثاني، ملك ألماني.
- 1764 - تشارلز غراي، رئيس وزراء المملكة المتحدة.
- 1899 - جون فان فليك، عالم فيزياء أمريكي حاصل على جائزة نوبل في الفيزياء عام 1977.
- 1900 -
  - بيلا غوتمان، لاعب كرة قدم هنغاري.
  - جيورجيوس سفريس، شاعر يوناني حاصل على جائزة نوبل في الأدب عام 1963.
- 1902 - محمد عبد الوهاب، موسيقي ومغني مصري.
- 1931 - نجاح سلام، مغنية لبنانية.
- 1932 - شريفة ماهر، ممثلة ومغنية مصرية.
- 1936 - سهام فتحي، ممثلة مصرية.
- 1941 - محمود درويش، شاعر فلسطيني.
- 1942 - ليلى طاهر، ممثلة مصرية.
- 1943 - غانم الصالح، ممثل كويتي.
- 1947 - سيد القمني، كاتب مصري.
- 1950 - ويليام ماسي، ممثل أمريكي.
- 1955 - برونو كونتي، لاعب ومدرب كرة قدم إيطالي.
- 1956 - دانا ديلاني، ممثلة أمريكية.
- 1967 - صابر الرباعي، مغني تونسي.
- 1973 - إدغار ديفيدز، لاعب كرة قدم هولندي.
- 1975 - محمد حفظي، كاتب سيناريو مصري.
- 1981 - جاد شويري، مغني ومخرج ڤيديوهات مصورة لبناني.
- 1984 - ستيف دارسيس، لاعب كرة مضرب بلجيكي.
- 1985 - إميل هيرش، ممثل أمريكي.
- 1989 - هولجر بادشتوبر، لاعب كرة قدم ألماني.
- 1992 - اوزونا، مغني وكاتب أغاني وممثل بورتوريكي.

## وفيات
- 1872 - مهدي الحلي، شاعر عراقي.
- 1881 - القيصر ألكسندر الثاني، إمبراطور روسيا السادس عشر في الإمبراطورية الروسية.
- 1901 - بنجامين هاريسون، رئيس الولايات المتحدة الثالث والعشرون.
- 1975 - إيفو أندريتش، أديب كرواتي/يوغسلافي وحاصل على جائزة نوبل في الأدب لسنة 1961.
- 1977 - عبد الله شمس الدين، شاعر مصري.
- 1989 - سليم الزركلي، شاعر ومسؤول سوري.
- 1993 - عبد الله غيث، ممثل مصري.
- 2021 - خير الدين حسيب، مفكر قومي وسياسي عراقي.
- 2022 -
  - أنيسة حسونة، دبلوماسية وكاتبة مصرية.
  - مورين هاورد، كاتبة وروائية أمريكية.

## أعياد ومناسبات
- عيد «القديس جيرالد» في الكنيسة الكاثوليكية.

## وصلات خارجية
- وكالة الأنباء القطريَّة: حدث في مثل هذا اليوم.
- النيويورك تايمز: حدث في مثل هذا اليوم.
- BBC: حدث في مثل هذا اليوم.